# Hieracium subgalbanum
Hieracium subgalbanum là một loài thực vật có hoa trong họ Cúc. Loài này được (Dahlst.) Üksip mô tả khoa học đầu tiên năm 1959.